# Чан До Йон
Чан До Йон (кор. 장도영, 張都暎, Jang Doyeong, Chang Toyŏng; 23 січня 1923 — 3 серпня 2012) — корейський науковець, військовик і політик, начальник штабу корейської армії, лідер військового перевороту 1961 року, міністр національної оборони й тимчасовий прем'єр-міністр Республіки Корея.

## Біографія
Під час японської окупації Кореї Чан До Йон служив у лавах японської Імперської армії. Пізніше закінчив історичний факультет Університету Тойо та планував стати вчителем, однак знову повернувся на військову службу та став офіцером китайської армії.
Про державний переворот, що готувався, Чан довідався першим 10 квітня 1961 року від Пак Чон Хі, який мав намір призначити генерала на посаду прем'єр-міністра, оскільки потребував підтримки з боку армії. Чан До Йон на пропозицію не пристав, хоч і не сповістив чинний уряд про змову. До того, він переконав прем'єр-міністра Чан Мьона, що відомості про запланований на 12 травня переворот є неправдивими, що дозволило змовникам перенести його на 16 травня.
Після вдалого перевороту Чан став номінальним головою уряду, натомість реальна влада зосередилась в руках Пак Чон Хі. Втім невдовзі Чан До Йон сформував помірковану фракцію, що перейшла в опозицію до більш радикальної групи на чолі з Пак Чон Хі. На піку кар'єри Чан До Йон одночасно обіймав чотири посади: голови Вищої ради, прем'єр-міністра, міністра національної оборони та начальника штабу сухопутних військ. Упродовж травня 1961 року Чан намагався отримати визнання свого уряду з боку Сполучених Штатів Америки, з цією метою 24 травня він зустрічався з президентом Кеннеді, пообіцявши тому передати владу під цивільний контроль до 15 серпня. Натомість Чан бажав залишити на посаді президента Юн Бо Сона. Такі кроки швидко позбавили його популярності серед інших військовиків, які вважали, що Чан зрадив цілям перевороту, та почали розглядати його як загрозу своїй владі. Від червня Пак Чон Хі та його прибічники почали на законодавчому рівні обмежувати владу прем'єр-міністра. Зрештою 3 липня Чан До Йона та ще 44 інших офіцерів було заарештовано за звинуваченням у контрреволюції.
Перед судом Чан заявив, що має намір тікати до США, і його опоненти не заперечували проти цього. Після виїзду з держави 1962 року він здобув докторський ступінь з політичних наук в Університеті Мічигану. Пізніше він стверджував, що відвідував Південну Корею 1968 року, де зустрівся з Пак Чон Хі, а також перебував на позиціях південнокорейських військ, які брали участь у бойових діях війни у В'єтнамі. Від 1971 до 1993 року був професором Західного мічиганського університету. До 2011 року повідомлялось, що він хворий на деменцію.

## Праці
- Тяга до дому (장도영), автобіографія, 2001, ISBN 9788995007280